# 資治通鑑外紀
《資治通鑒外紀》，原名「資治通鑑前紀」，共十卷，起三皇五帝（约前3000年），至威烈王二十二年丁丑（前404年）。是北宋劉恕作品。
劉恕在編輯《資治通鑑》期間，不滿意司馬光《通鑑》文不起上古，只載周威烈王二十三年以後的大事。治平三年（1066年）劉恕曾請教司馬光：“‘公之書不始於上古或堯、舜，何也？’公曰：‘周平王以來，事包《春秋》，孔子之經，不可損益。’曰：‘曷不始於獲麟之歲？’曰：‘经不可续也。’恕乃知賢人著書，尊避聖人也。”劉恕在病亡前六百天，患中風症，手腳癱瘓，只好經口述方式，由長子劉羲仲撰稿，完成《資治通鑒外紀》十卷、《疑年譜》一卷。書成不久，即行逝世。
刘恕在《資治通鉴外纪》序曰：“本朝去古益远，书益繁杂，学者牵于属文，专尚《西汉书》，博览者乃及《史记》、《东汉书》，而近代士颇知《唐书》。自三国至隋，下逮五代，懵然莫识。承平日久，人愈怠惰。庄子文简而易明，玄言虚诞而近理，功省易习，陋儒莫不尚之。史学浸微矣。”他在给司馬光的信中说：“他日书成，公为前后纪，则可删削《外纪》之烦冗而为《前纪》，以备古今一家之言；恕虽不及见，亦平生之志也。”這部書常捨《左傳》而取《國語》，又多取先秦諸子書的史料，失之於濫，且未加考證，是其缺點。